# 볼트 액션

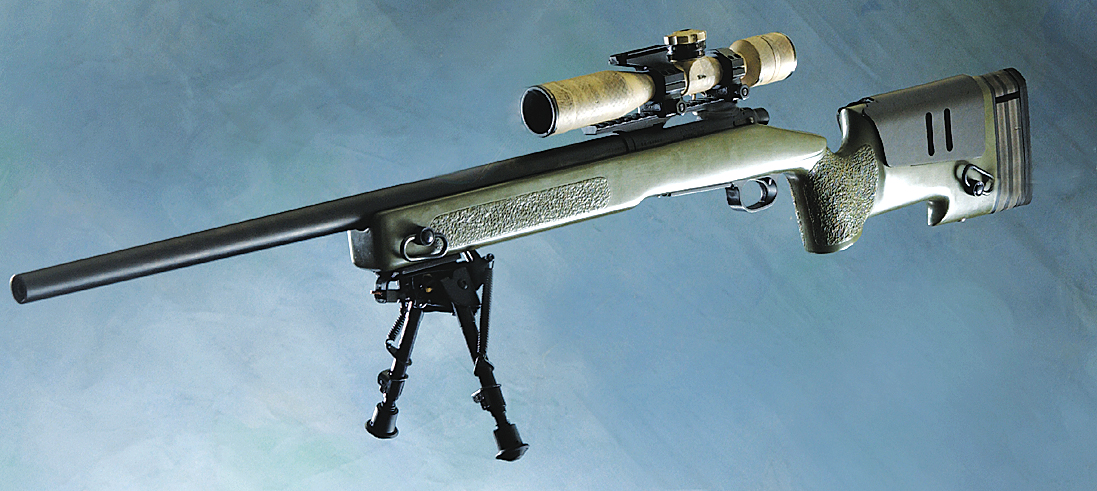
미국 역사상 베스트셀러 3위의 소총인 레밍턴 M700은 미국 해병 공식 저격총이다.

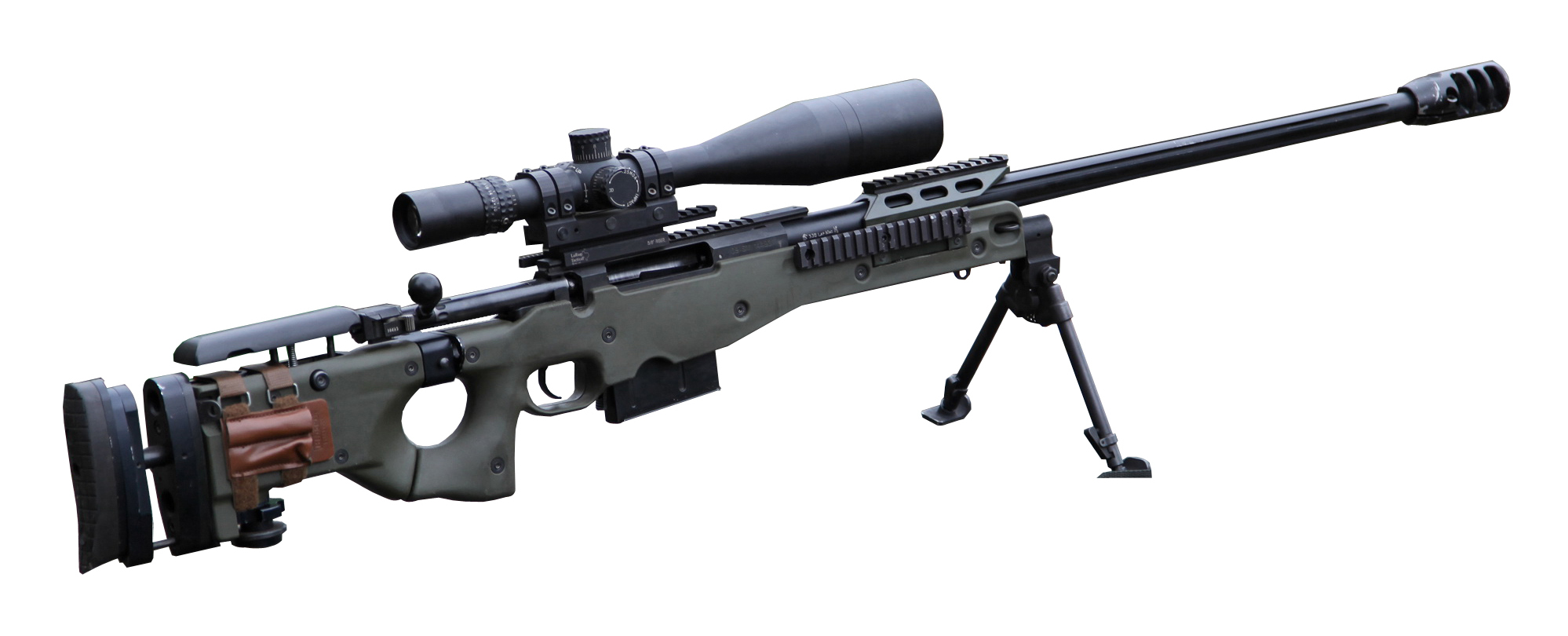
볼트 액션 시스템의 AWM 저격소총

볼트 액션(영어: bolt action)은 19세기 중반 이후부터 레버액션과 함께 쓰였던 소총의 종류이다. 총을 쏜 이후 총신 뒤의 손으로 볼트를 후퇴시키며 탄피를 빼내고 다시 손으로 밀어넣어서 장전하는 방식이다. 이 방식을 채용한 총들은 대부분 총신이 길고 사용과 생산이 간편해서 제2차 세계 대전 당시 가장 많이 쓰였다. 1950년대 이후 대부분의 총들이 돌격소총(반자동 소총)으로 대체되면서 주력소총의 자리를 내어주었으나, 유효사거리는 일반 자동 소총과 반자동 소총보다 뛰어나 저격용으로 애용되고 있다. 한국전쟁에선 스프링필드 소총 등이 볼트액션 형태로 사용되었다.
반자동 소총, 자동 소총은 탄약이 발사되면서 생기는 가스의 일부를 다음 탄약의 재장전을 위해 사용한다. 이로 인해서, 탄약을 밀어내는 가스의 힘이 줄어들게 되어 유효사거리가 짧아진다. 반면에 볼트액션 방식의 소총은 모든 가스를 탄약을 밀어내는데만 쓰기 때문에 자동과 반자동 소총들보다 유효사거리가 길다.

## 역사

### 탄생
최초의 볼트 액션 소총은 1824년 요한 니콜라우스 폰 드레이제가 후장전 소총을 연구하는 과정에서 생산되었다. 폰 드레이즈는 1836년에 나델게베어(Nadelgewehr, 니들 라이플)를 완성했고, 1841년 프로이센 군대에서 채택되었다. 1848년 독일 혁명에서 제한적으로 사용되었지만, 1864년 덴마크에 승리할 때까지는 널리 보급되지 않았다.
1850년에 금속 센터파이어 볼트 액션 소총이 베리어스 베링거에 의해 특허를 받았다.
1852년 또 다른 금속 센터파이어 볼트액션 소총이 조셉 니덤에 의해 특허를 받았고 1862년에 또 다른 특허로 개선되었다.
프라이머를 위한 두 가지 다른 시스템 - 탄약의 분말을 점화시키는 메커니즘 - 베르단과 복서 또한 1860년대에 발명되었다.

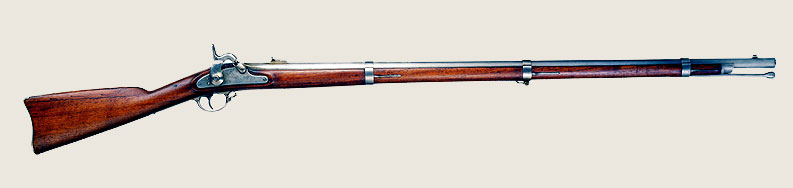
스프링필드 모델 1861

미국은 1857년에 900개의 그린 소총을 구입했다. 그리고 스프링필드 모델 1861로 대체되었다. 남북전쟁 당시 볼트 액션 소총인 파머 카빈은 1863년 특허를 받았으며, 1865년까지 기병용 무기로 사용하기 위해 1000대를 구매했다. 프랑스 육군은 1866년 최초의 볼트액션 소총인 샤스팟 소총을 도입했고 1874년에는 금속탄 볼트 액션 그라 소총을 도입했다.

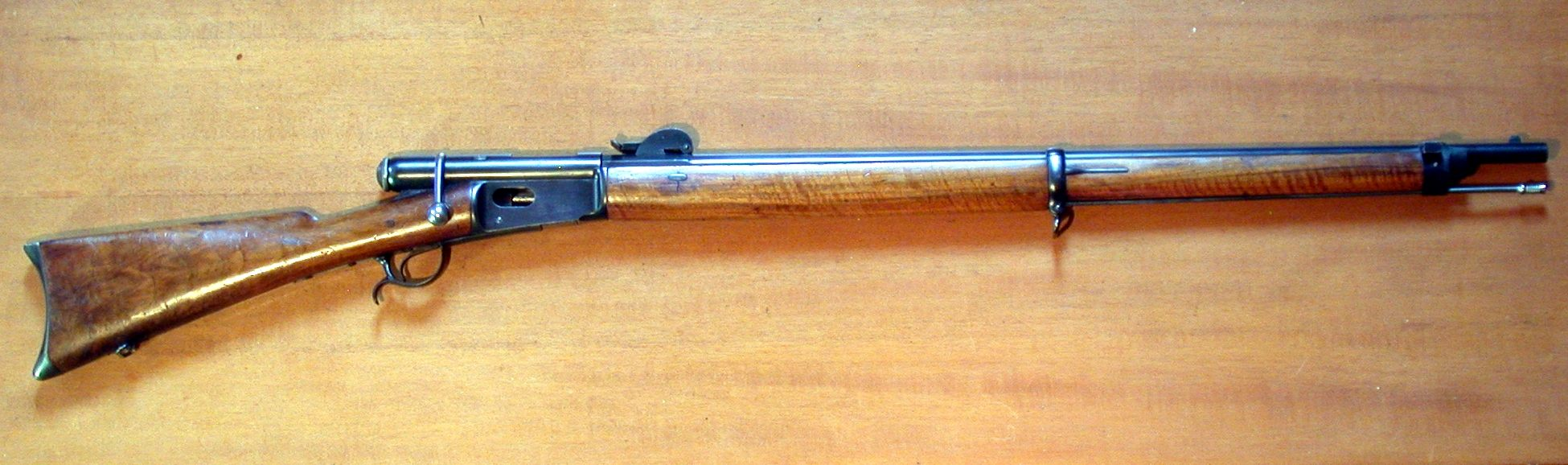
Vetterli 소총

유럽 육군은 19세기 후반까지 볼트액션 소총을 계속 개발하였고, 처음에는 크로파체크 소총과 르벨 소총과 같은 관형 탄창을 채택하였다. 최초의 볼트 액션 소총은 1855년 오귀스트 에두아르 로라두 벨포드의 특허 대리인을 통해 영국에서 잡지를 사용하여 특허를 받았다.
다른 유명한 볼트 액션식 소총으로는 1867년의 Vetterli 소총과 1871년 빈의 총기 제작자 페르디난드 프루워스가 고안한 볼트 액션식 소총이다. 제1차 세계 대전에서 볼트 액션 소총이 가장 많이 사용되었고, 그 전쟁에 참가한 모든 국가는 다양한 볼트액션 소총으로 무장했다.

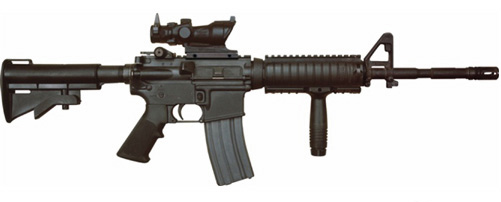
볼트액션 시스템을 채택중인 M4

제2차 세계 대전 이전, 볼트액션 소총은 반자동 소총으로 시작하여 나중에는 완전 자동 소총으로 대체되었다.
볼트 액션은 오늘날 저격용 소총에서 여전히 흔한데, 그 이유는 설계가 뛰어난 정확성, 신뢰성, 더 작은 무게, 그리고 대안이 허용하는 더 빠른 속도로 화력을 제어할 수 있는 능력을 가지고 있기 때문이다.
볼트액션 소총은 사냥용 소총으로 주로 사용된다. 해충부터 사슴, 특히 사파리에서 큰 사냥감까지 사냥할 수 있는데, 안전한 거리에서 한 발의 치명타를 날리기에 적합하기 때문이다.

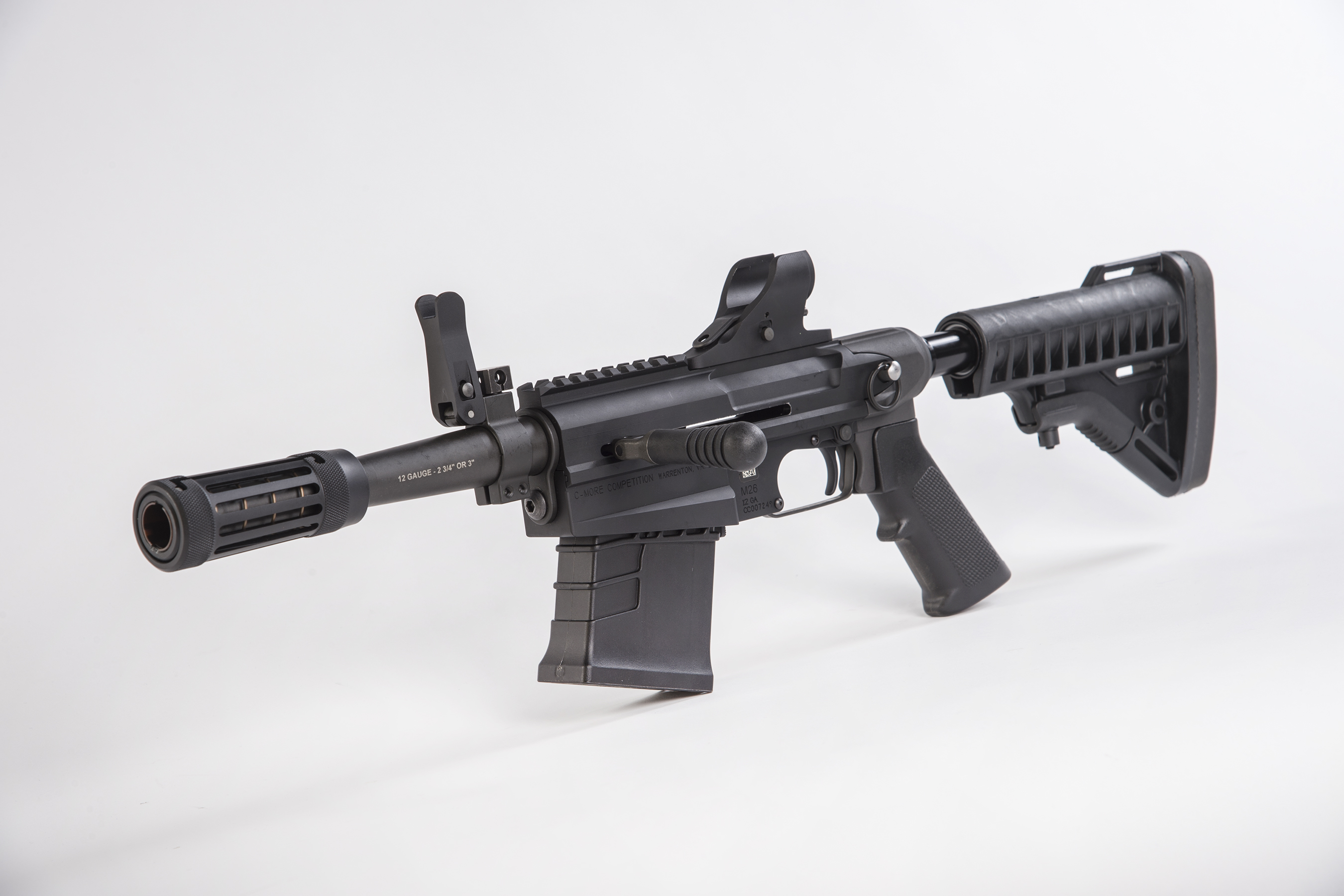
M26 모듈러 액세서리 산탄총 시스템

볼트액션 산탄총은 현대의 화기들 사이에서는 드물지만, 이전에는 보급형 산탄총과 저가형 12발 산탄총에 흔히 사용되었다. M26 모듈러 액세서리 산탄총 시스템(MAS)은 볼트 액션 산탄총의 가장 진보된 최신 버전이지만, M16 라이플이나 M4 카빈에 부착할 수 있도록 설계되어 있다. 모스버그 12발 볼트액션 산탄총은 1997년 총기법 개정 이후 호주에서 잠시 인기를 끌었지만, 산탄총 자체는 조작이 서툴렀고 3라운드 탄창만 있어 기존의 더블배럴 산탄총에 비해 실용적이고 실질적인 이점을 제공하지 못했다.
볼트 액션을 사용하는 권총도 있지만, 흔하지는 않다.

### 변화 및 변천
볼트 액션 소총은 단순한 구조와 내구성이 매우 좋다. 가스가 뒤로 역류하는 자동화기와 달리 정교한 구조를 통해 오염이 매우 적다. 극한 환경에서도 얼어붙거나 이물질이 붙어 기능고장이 나지 않는다. 세계 대전 당시 생산된 볼트액션 소총들도 지금까지 많이 사용되고 있다. 대표적으로 체첸 사태에서 사용된 소총이 있다.
1891년에 생산된 모신-나간트 소총이 현재까지 사용되고 있다.
볼트 액션 소총은 프리플로팅 배럴(Free-floating barrel)이라는 구조를 도입하기 쉽다. 이 구조는 약실 외에 총열이 총 아무 곳에도 닿지 않는 구조를 말한다. 격발 시 총탄의 궤도가 엇나가는 것을 방지해 명중률을 높여준다.
볼트 액션 소총은 가격과 접근성에서 강점을 지닌다. 반자동소총은 볼트 액션 소총보다 많은 개발비용과 부품공정이 필요하고, 정밀사격 분야에서 동등한 성능을 내기 위해서는 비용이 많이 들어간다. 이는 단가와도 직결되며, 총기의 유지보수와 관리에 영향을 미친다. 낮은 비용과 성능, 간편한 구조 등을 통한 접근성의 이점은 반자동소총이 따라오기 어려운 영역이다.
현대 전장에서 저격 분야에서 중근거리 부분은 반자동소총이 대체하고 있지만, 볼트액션 구조의 가격 경쟁력과 신뢰성, 명중률, 접근성 측면은 여전히 유효하며, 초장거리 분야에서는 확고한 우위를 보인다. 군대와 사법기관, 그리고 민간 레포츠 분야에서의 수요까지 합치면 여전히 압도적이다.
의장대에서 볼트 액션 소총을 사용하는 경우가 종종 있다.

## 볼트 액션의 다양한 시스템

### 볼트 회전(노리쇠 회전)

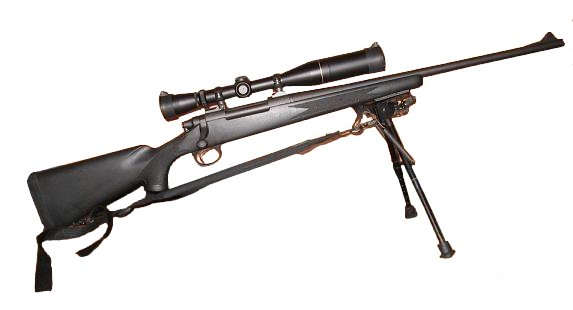
레밍턴 M700

대부분의 볼트 액션 디자인은 볼트(노리쇠)가 회전하는 설계를 사용한다. 이러한 설계는 노리쇠를 회전하여 약실에서 노리쇠를 풀고 뇌관을 콕으로 고정시킨 다음, 후방을 당겨 약실을 열고 사격 후 탄피를 배출한다.
레밍턴 M-700, 마우저 시스템, 리-엔필드 시스템, 모신-나간트 시스템 등 4가지 주요 노리쇠 작동 방식이 있다. 볼트(노리쇠)가 몸통뭉치에 끼워지는 방식, 볼트(노리쇠)가 작동하는 방식, 총이 발사될 때 노리쇠를 제자리에 고정하는 방식, 노리쇠 개방 시 동작(마우저 시스템 및 모신-나간트 시스템) 또는 노리쇠 폐쇄 시 동작(리-엔필드)이 서로 다르다. 현대의 볼트 액션 소총의 대다수는 레밍턴이 유일하고, 리-엔필드 시스템과 모신-나간트 시스템과 같은 다른 디자인은 제한된 용도로만 사용된다.

#### 마우저

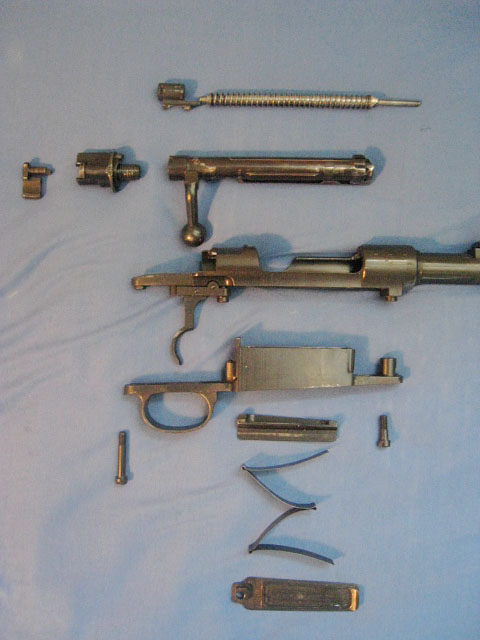
Karabiner 98k의 구조

마우저 볼트 액션 시스템은 19세기 마우저 볼트 액션 라이플 설계를 기반으로 하며 폴 마우저가 설계한 게베어 98에서 최종 완성되었다. 마우저 볼트 액션 시스템은 20세기까지 대부분의 현대 사냥용 소총과 군사용 소총에 사용되었다. 마우저 시스템은 노리쇠 뭉치 바로 뒤에 있는 두 개의 노리쇠 갈퀴로 인해 리-엔필드보다 더 강력하며, 이는 고압으로 탄을 발사하는 동작(즉, 매그넘 카트리지)을 잘 수행할 수 있게 한다.
마우저 시스템은 "개방 시 콕(cock on open)"을 갖추고 있다. 마우저 볼트 액션 시스템을 사용하고 있는 M98의 단점은 적은 비용으로 대량생산할 수 없다는 것이다. 이러한 단점을 보안하기 위해 M98의 파생 모델들은 생산을 단순화해 기존의 마우저와 기술적으로 다른 특징이 있다.
- 마우저 볼트 액션 소총의 예시

1. 게베어 1898/Karabiner 98k(Kar98)
2. M24 시리즈
3. M1903 스프링필드
4. M1917 중기관총

#### 리-엔필드

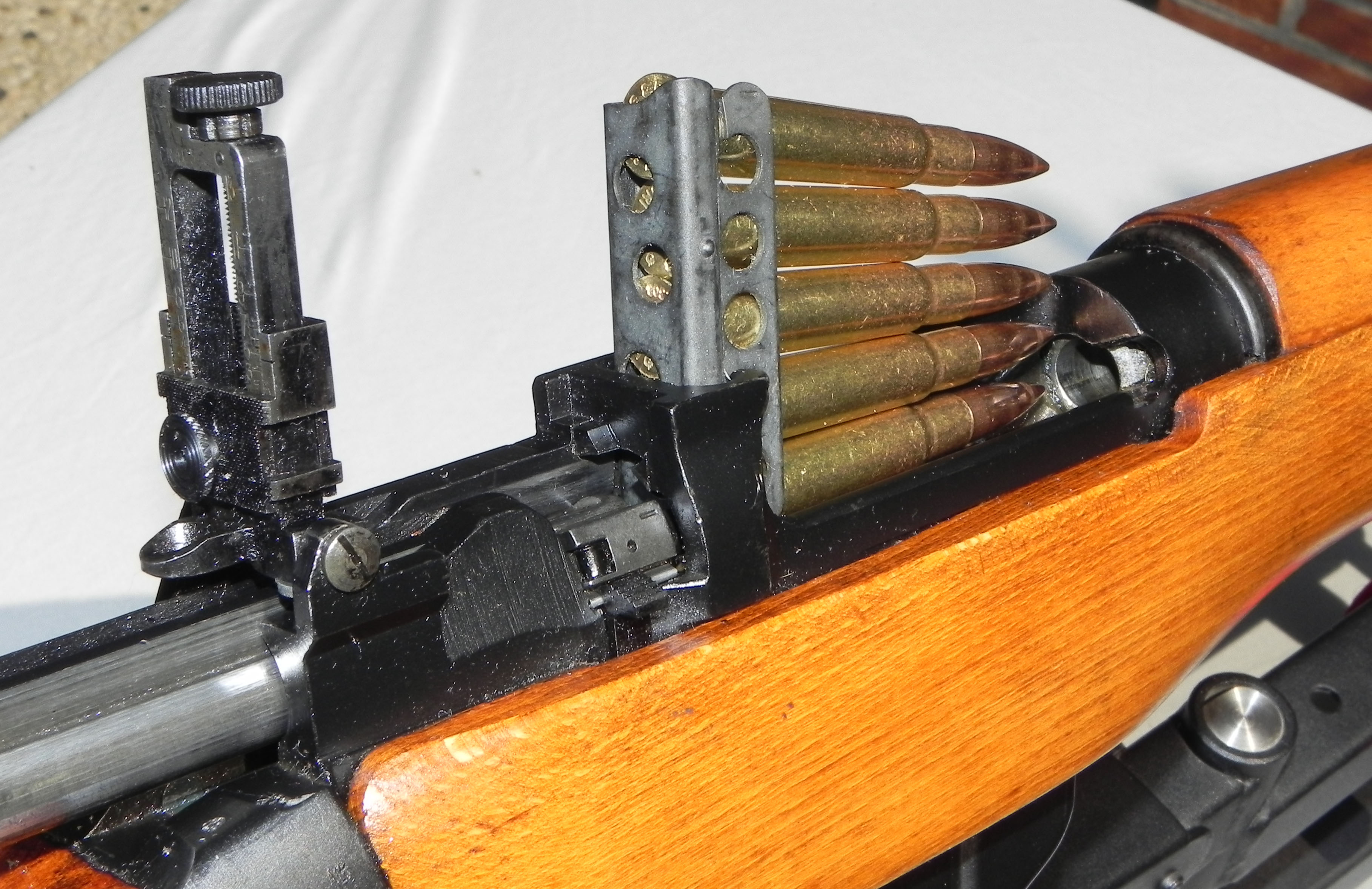
리-엔필드 방식 소총의 장전 모습

리-엔필드 볼트액션 시스템은 1889년에 리-메포드 소총, 리-엔필드 소총과 함께 도입된 시스템이다. 이 시스템은 총을 쏠 때 노리쇠에 의해 시야가 방해받지 않고 표적을 감시할 수 있게 해준다. 또한 탄피로부터 눈을 안전하게 보호할 수 있다. 노리쇠가 후방에 위치한 총의 단점은 약실과 노리쇠 톱니 사이의 몸통 뭉치를 더 강하고 무겁게 만들어야 한다는 것이다. 반복되는 사격으로 인해 총열의 손상과 과도한 유격이 발생할 수 있으며, 문제로 인식될 경우 탈착식 노리쇠를 더 큰 크기로 교체함으로써 해결할 수 있다. 제2차 세계 대전 이전까지 리-엔필드 볼트 시스템은 영국의 BSA, LSA, 파커-헤일, 호주의 SAF 리스고에서 제조한 수많은 상업 스포츠 및 사냥용 소총에 사용되었다. 제2차 세계 대전 이후 SMLE Mk 3 소총이 저렴하고 효과적인 사냥을 위해 생산되었다. 현재 리-엔필드 볼트 시스템은 오스트레일리아 국제 암스에서 제조한 Mk 10 소총과 4번 Mk 4 소총에 사용되고 있다. 인도의 이샤포르는 리엔필드 액션을 채용한 사냥용과 스포츠용 소총을 제조한다.

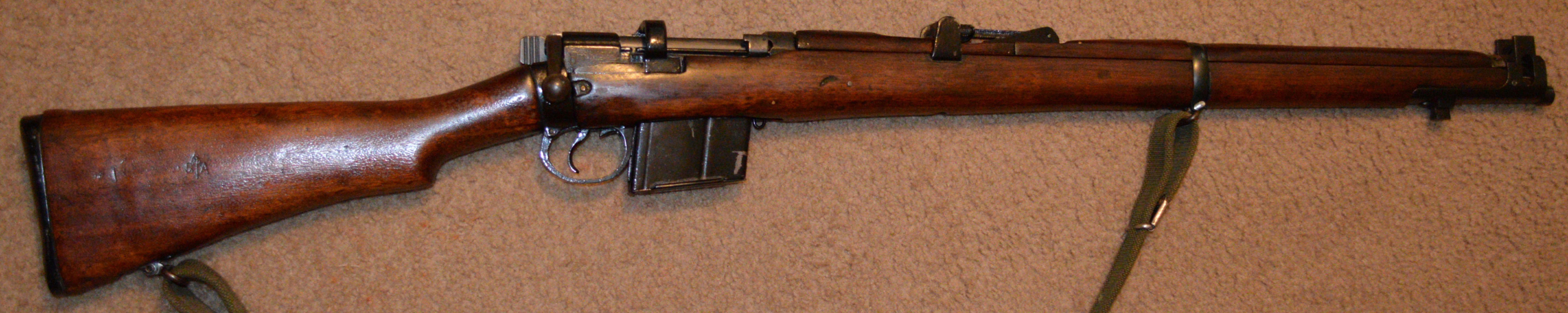
이샤포르 2A1

- 리-엔필드 소총의 예시

1. 리-엔필드
2. 코만도 카빈
3. 하워드 프렌시스 카빈
4. 이샤포르 2A1

#### 모신-나간트(모신나강, 모신소총)
모신-나간트 방식은 1891년 만들어졌고 세르게이 모신과 레옹 나간트의 이름을 따 명명되었다. 모신-나간트 방식은 마우저와 리-엔필드 볼트액션과 상당히 다른 점이 있다. 마우저 시스템이 노리쇠를 제거할 수 없는 반면 모신-나간트의 노리쇠는 분리할 수 있고 노리쇠 톱니가 회전하면서 움직인다.
모신-나간트의 노리쇠는 다소 복잡한 구조이지만, 내구성과 품질이 매우 뛰어나다. 또한 마우저 시스템처럼 cock on open 시스템이 존재한다. 모신-나간트 볼트 액션 방식은 스포츠 경기의 총기에는 거의 사용되지 않지만 사냥용 소총에 주로 사용되고 군용 소총으로 많이 공급된다.
- 모신-나간트 소총의 예시

1. 모신-나간트 1891
2. 드라군 라이플
3. 코삭 라이플
4. 1907 카빈
5. 모신 나간트 1891/30
6. 소비에트 타겟 라이플
7. OTs-48/OTs-48K
8. 핀란드 M 시리즈
9. 체코-슬로바키아의 VZ 시리즈

### 직선 당기기(스트레이트 풀)
스트레이트 풀 볼트액션은 기존의 볼트액션 시스템과는 다른 점이 있다. 노리쇠가 돌아와서 회전하지 않고 전진한다는 점이다. 이 때 노리쇠는 회전없이 직진하여 갈퀴를 약실까지 직접 전달한다. 이렇게 직진하는 방식은 추가적인 동작이 없기에 전체 동작 과정을 짧고 단순하게 만들어(노리쇠 후진 + 노리쇠 전진) 발사 속도가 빨라진다. 다른 총기들의 동작은 “노리쇠 회전 + 노리쇠 후퇴 + 노리쇠 전진 + 노리쇠 회전”으로 이루어져 있다.

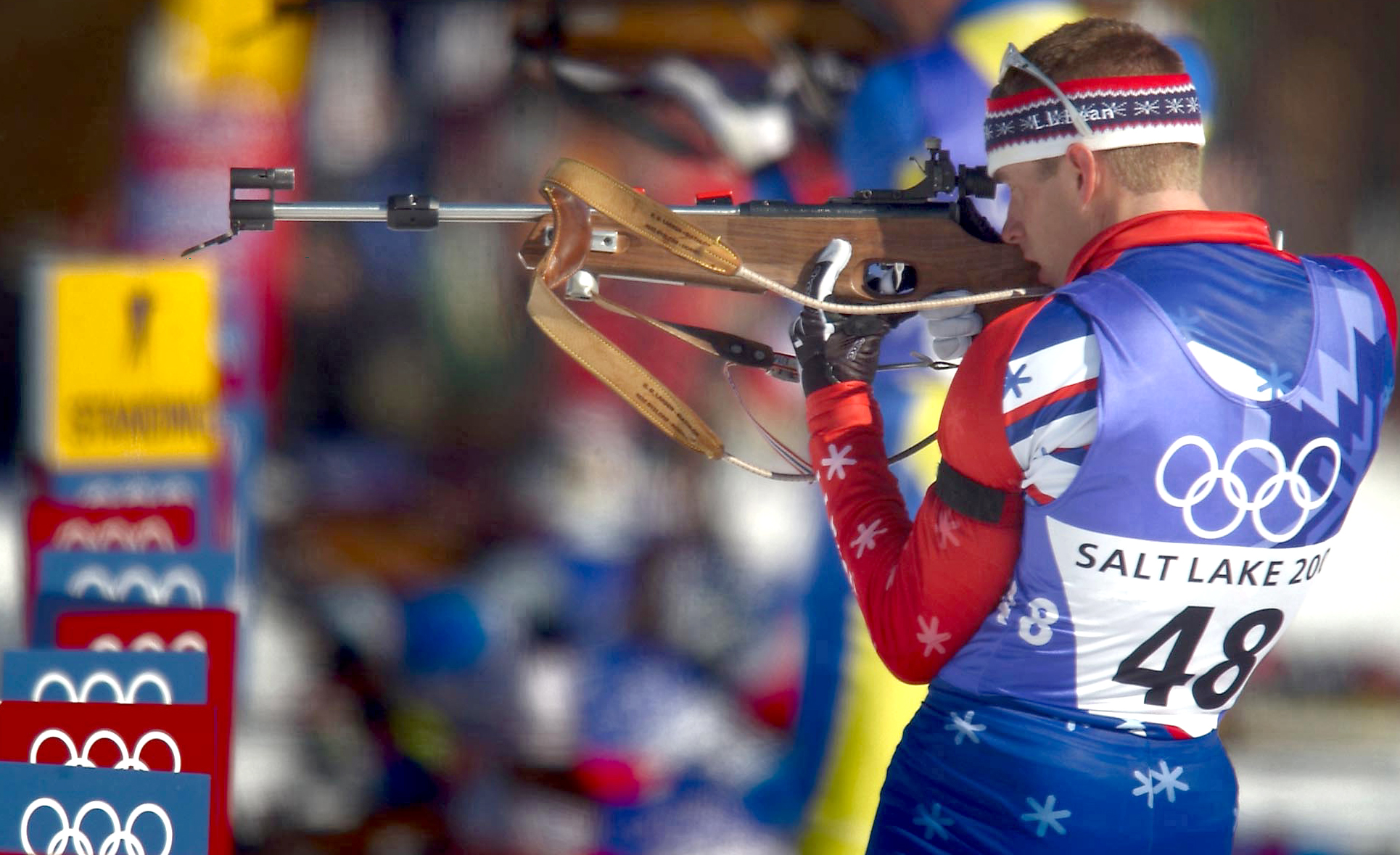
바이애슬론 경기에서 사용하는 스트레이트 풀 소총

1993년, 독일의 ‘블레이저’사에서 스트레이트 풀 방식을 사용한 블레이저 R93을 개발하였다.대부분의 스트레이트 풀 볼트액션 소총은 공이를 치는 과정 없이 총알이 발사된다. 몇몇의 소총에 예외가 있지만 보통 공이를 치는 과정이 없는 시스템을 이용하고 있다.
바이애슬론 경기에서 발사 속도가 매우 중요한 요소이고 자동소총은 경기에 참여할 수 없기에 스트레이트 풀 볼트액션 소총을 주로 사용한다.

## 볼트 작동 방법(노리쇠 작동 방법)

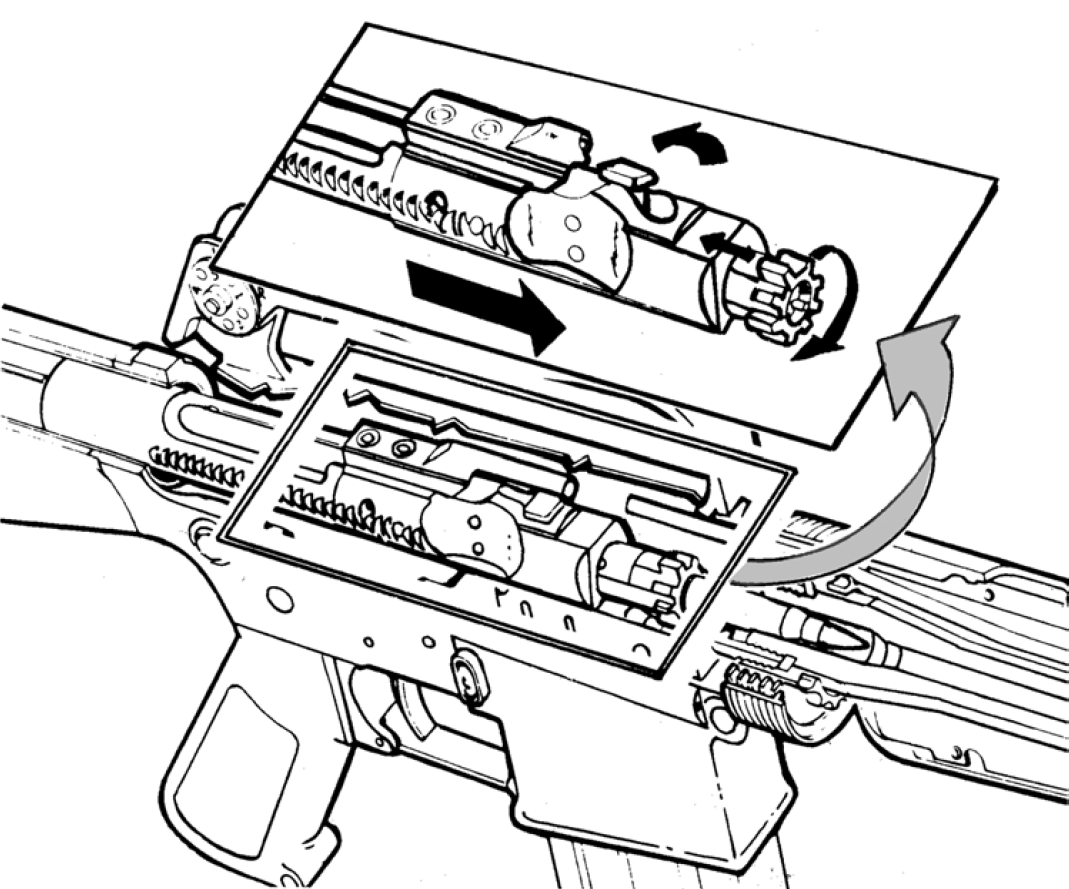
회전 볼트 설계에서의 노리쇠 구조

일반적으로 노리쇠는 점화 메커니즘이 들어 있는 금속관으로 구성되며, 관의 전면이나 후면에 금속 손잡이가 있어 노리쇠를 제자리에 고정하는 역할을 한다. 노리쇠, 레버, 캠 동작, 잠금 장치 등의 여러 시스템을 통해 동작한다.

회전 볼트 소총의 방식

노리쇠 관련 용어는 특정 무기의 동작 유형보다 현대적인 유형의 회전 볼트 설계를 위해 종종 사용된다. 그러나, 직선 당김 소총과 회전 볼트 소총은 모두 볼트 동작 소총의 한 종류이다. 레버 작동 및 펌프 작동 무기는 노리쇠를 작동해야 한다. 드레이즈 니들 건이나 마우저 모델 1871과 같은 초기의 볼트 동작 설계는 여전히 림파이어 소총에 사용된다.

## 같이 보기

### 볼트 액션식 소총
- 아크틱 워페어 시리즈
- 아리사카 시리즈(Arisaka)
- 베르티어 라이플(Berthier rifle)
- 볼트 라이플(Browning A Bolt)
- 카르카노 라이플(Carcano)
- K31
- Krag–Jørgensen
- 르벨 M1886
- M1903 스프링필드
- M1917
- Mosin–Nagant
- 레밍턴 700
- Ruger M77
- 윈체스터 라이플

### 기타 소총 동작 방식

#### 반자동소총
반자동소총은 반자동으로만 사격이 가능한 자동소총이다. 기존 돌격소총의 미국 시장에서 민수용 버전은 포함되어 있지 않다.
전투소총은 문맥에 따라 여러 의미를 가질 수 있으나, 보통 돌격소총 용 소총탄 보다 강한 소총탄을 사용하는 자동소총을 말한다. 전투소총 용 탄으로 대표적인 것이 7.62 × 51 mm NATO이다. 제2차 세계 대전 이후 개발된 FN FAL, 헤클러&코흐 G3, M14 소총과 같은 전투소총들은 보통 완전자동 사격 기능을 가지고 있지만, 강한 반동으로 인해 실효성이 적다. 이 때문에 실제로 제식채용될 때는 반자동 사격만 가능토록 변형되는 경우가 많았다.

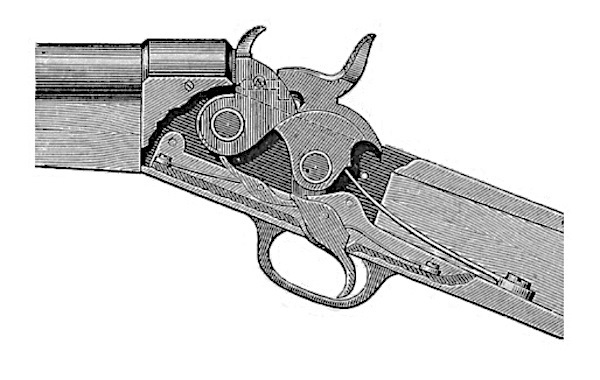
Rolling-Block

- 블로우백
- 가스식
- 리코일 방식
- 자동소총

| 반자동 소총의 예시     | 반자동 소총의 예시       |
| 개발국                 | 이름                     |
| ---------------------- | ------------------------ |
| 독일                   | 헤클러&코흐 G3           |
| 독일                   | CHARLTON AUTOMATIC RIFLE |
| 벨기에                 | FN FAL                   |
| 벨기에                 | FN SAFN-49               |
| 칠레                   | FAMAE FD-200             |
| 그리스                 | CHROPI RIFLE             |
| 소련                   | AVS-36 시모노프          |
| 소련                   | SKS 시모노프             |
| 소련                   | SVT-40                   |
| 스웨덴                 | AG-42 Ljungman           |
| 일본                   | 일본 64식 소총           |
| 조선민주주의인민공화국 | 조선인민군 63식 보총     |
| 중화인민공화국         | 중국 56식 소총           |
| 체코슬로바키아         | Vz52 소총                |
| 체코슬로바키아         | ZH29                     |
| 미국                   | AR-16                    |
| 미국                   | MODEL 45A                |
| 미국                   | M1 개런드                |
| 미국                   | M1 카빈                  |
| 미국                   | M14 소총                 |
| 미국                   | M1941 존슨               |
| 미국                   | OLIN/WINCHESTER FAL      |
| 미국                   | THOMPSON AUTORIFLE       |

- 중절식
- Falling block action
- 레버 액션
- 펌프 액션
- 회전 노리쇠 방식
- Rolling Block

## 참고 문헌
- Zwoll, Wayne (2003). Bolt Action Rifles. Krause Publications. ISBN 978-0-87349-660-5.
- “Lee–Enfield Training Rifles”, 《Historic Arms Resource Centre》 (UK-NRA)
- Enright, John (February 1998). 《Centrefires in Australia—1948 and On》. Australian Shooter's Journal.
- Griffiths, Clarrie (February 1998). 《1948? Yes, I Remember...》. Australian Shooter's Journal.
- Hogg, Ian V. (1978). 《The Complete Illustrated Encyclopedia of the World's Firearms》. A&W Publishers. ISBN 978-0-89479-031-7.
- Sazanidis, Christos (1995). 《Τα όπλα των Ελλήνων》 [Arms of the Greeks]. Thessaloniki (Greece): Maiandros.
- Skennerton, Ian (2007). 《The Lee–Enfield》. Gold Coast QLD (Australia): Arms & Militaria Press. ISBN 978-0-949749-82-6.
- Skennerton, Ian (2004a). 《Australian S.M.L.E. Variations》. Small Arms Identification Series No. 19. Gold Coast (Australia): Arms & Militaria Press. ISBN 978-0-949749-49-9.
- Skennerton, Ian (2004b). 《7.62mm L42A1 Sniper, L39A1, 2A & Lee–Enfield Conversions》. Small Arms Identification Series No. 18. Labrador, QLD: Arms & Militaria Press. ISBN 978-0-949749-48-2.
- Skennerton, Ian (2001a). 《Special Service Lee–Enfields (Commando & Auto Models)》. Small Arms Identification Series No. 12. Gold Coast QLD (Australia): Arms & Militaria Press. ISBN 978-0-949749-29-1.
- Skennerton, Ian (2001b). 《.303 Lewis Machine Gun》. Small Arms Identification Series No. 14. Gold Coast QLD (Australia): Arms & Militaria Press. ISBN 978-0-949749-42-0.
- Skennerton, Ian (1997). 《.303 Magazine Lee–Metford and Magazine Lee–Enfield》. Small Arms Identification Series No. 7. Gold Coast QLD (Australia): Arms & Militaria Press. ISBN 978-0-949749-25-3.
- Skennerton, Ian (1994a). 《.303 Rifle, No. 5 Mk I》. Small Arms Identification Series No. 4. Gold Coast QLD (Australia): Arms & Militaria Press. ISBN 978-0-949749-21-5.
- Skennerton, Ian (1994b). 《.303 Rifle, No. 4, Marks I & I*, Marks 1/2, 1/3 & 2》. Small Arms Identification Series No. 2. Gold Coast QLD (Australia): Arms & Militaria Press. ISBN 978-0-949749-20-8.
- Skennerton, Ian (1994c). 《.303 Rifle, No. 1, S.M.L.E. Marks III and III*》. Small Arms Identification Series No. 1. Gold Coast QLD (Australia): Arms & Militaria Press. ISBN 978-0-949749-19-2.
- Skennerton, Ian (1993). 《The Lee–Enfield Story》. Gold Coast QLD (Australia): Arms & Militaria Press. ISBN 978-1-85367-138-8.
- Tucker, Spencer.C (2013). 《The European Powers in the First World War. An Encyclopedia》. New York (USA): Routledge. ISBN 978-0-8153-0399-2.
- Smith, Joseph E. (1969). 《Small Arms of the World》 11판. Harrisburg, Pennsylvania: The Stackpole Company. ISBN 9780811715669.
- Smith, W.H.B. (1979). 《1943 Basic Manual of Military Small Arms》 Facsimile판. Harrisburg PA (USA): Stackpole Books. ISBN 978-0-8117-1699-4.
- War Office (1999) [1929]. 《Textbook of Small Arms 1929》. London: Dural (NSW): H.M.S.O/Rick Landers.
- Wilson, Royce (September 2007a). 《SMLE: The Short Magazine Lee–Enfield Mk III》. Australian Shooter Magazine.
- Wilson, Royce (May 2006). 《Jungle Fever: The Lee–Enfield .303 Rifle》. Australian Shooter Magazine.
- Wilson, Royce (August 2007a). 《Straight Up With a Twist: The Martini–Enfield .303 Rifle》. Australian Shooter Magazine.
- 《Rifle: Short, Magazine Lee Enfield Mk.V》, C&Rsenal, 2013년 6월 19일, 2015년 12월 22일에 원본 문서에서 보존된 문서
- Major E. G. B. Reynolds (1960). 《The Lee-Enfield》 (PDF). London, Reading and Fakenham: Cox and Wyman Limited.